# Guðjón Valur Sigurðsson
Guðjón Valur Sigurðsson, född 8 augusti 1979 i Reykjavík, är en isländsk handbollstränare och tidigare handbollsspelare (vänstersexa).
Guðjón Valur Sigurðsson debuterade i Islands herrlandslag den 15 december 1999, mot Italien. Den 7 juni 2014 passerade han Ólafur Stefánsson (1 570 mål) på listan över Islands herrlandslags bästa målskyttar genom tiderna.
Den 7 januari 2018 blev Sigurðsson tidernas främste målskytt i ett landslag. Hans två mål i landskampen mot Tyskland innebar att han gjort 1 798 mål på 337 landskamper. Det forna rekordet hölls av Péter Kovács, som gjorde totalt 1 797 mål för Ungerns landslag.
Han är sedan 2020 tränare för tyska VfL Gummersbach. Säsongen 2022/2023 blev han utsedd till årets tränare i Bundesliga.

## Klubbar
- Grótta Seltjarnarnes (1986–1991)
- Grótta/KR (1991–1998)
- KA Akureyri (1998–2001)
- TUSEM Essen (2001–2005)
- VfL Gummersbach (2005–2008)
- Rhein-Neckar Löwen (2008–2011)
- AG Köpenhamn (2011–2012)
- THW Kiel (2012–2014)
- FC Barcelona (2014–2016)
- Rhein-Neckar Löwen (2016–2019)
- Paris Saint-Germain (2019–2020)